# Joanne Duffy
Joanne Duffy (...) è una sciatrice alpina neozelandese paralimpica non vedente che ha gareggiato alle Paralimpiadi Invernali del 1994 dove ha vinto una medaglia d'oro in discesa libera e un bronzo in Super-G..

## Carriera
Ha fatto il suo debutto ai Giochi paralimpici invernali del 1994 a Lillehammer, unica donna della squadra neozelandese.
Con la sua guida James Ross, Duffy ha fatto una prestazione impressionante nella discesa libera femminile B1-2, finendo con un vantaggio di 9,29 secondi sulla seconda classificata e vincendo una medaglia d'oro. La coppia ha vinto anche il bronzo nel super-G B1-2 femminile. La coppia Duffy e Ross ha gareggiato anche nello slalom speciale B1-2 e nello slalom gigante B1-2 dove si è piazzata al 5º posto.

## Palmarès

### Paralimpiadi
- 2 medaglie:
  - 1 oro (discesa libera B1-2 a Lillehammer 1994)
  - 1 bronzo (supergigante B1-2 a Lillehammer 1994)